# Niedysz

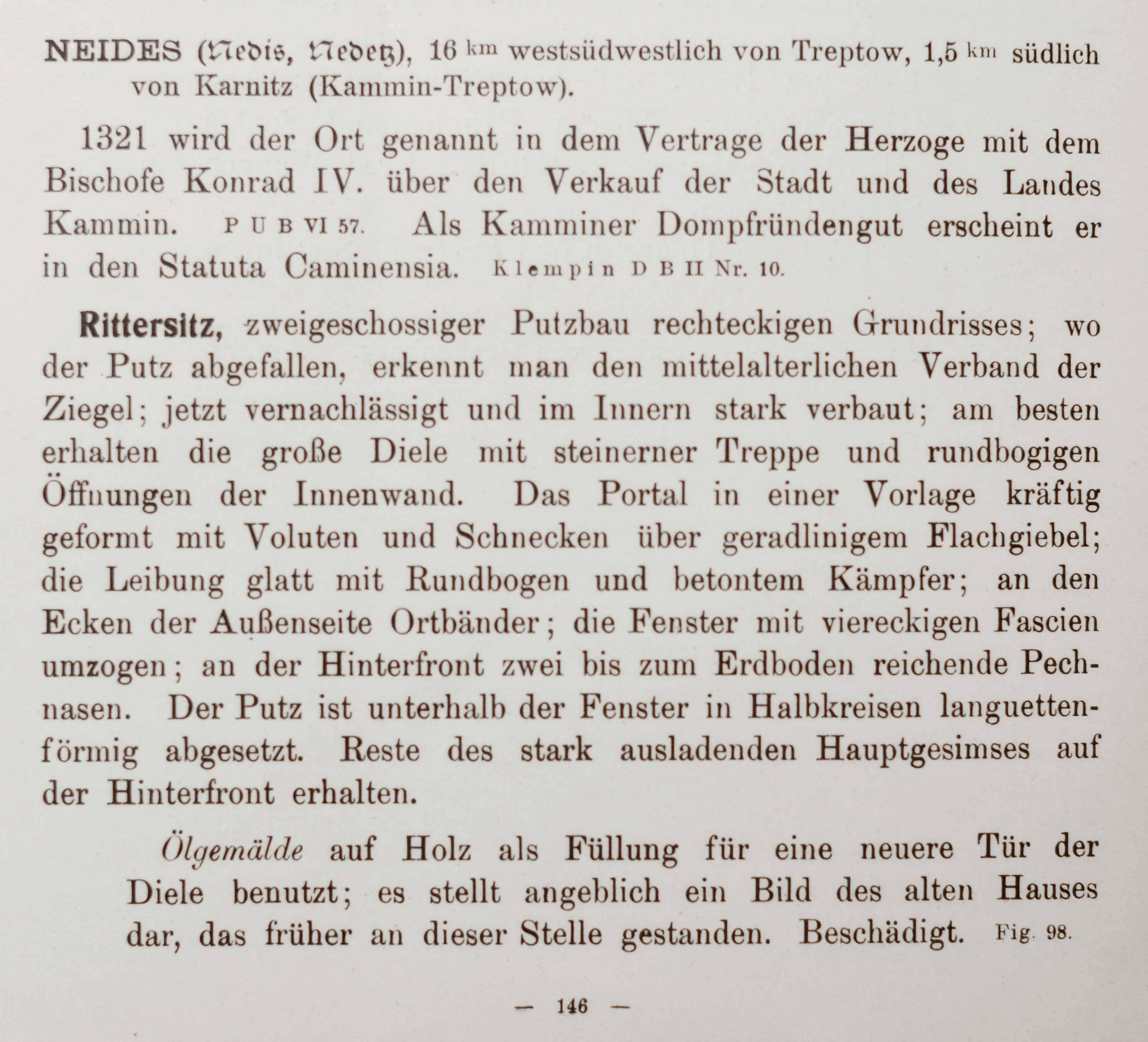

Niedysz – osada w północno-zachodniej Polsce, położona w województwie zachodniopomorskim, w powiecie gryfickim, w gminie Karnice.
Według danych pod koniec 2004 roku osada miała 22 mieszkańców.
W latach 1946–1998 miejscowość administracyjnie należała do województwa szczecińskiego.
Siedziba dawnego rodu feudalnego.

## Zabytki
- Dwór rycerski z lat 70. XVII wieku[5] z barokowym portalem. Zburzony w latach 80. XX wieku[6].

## Zobacz też

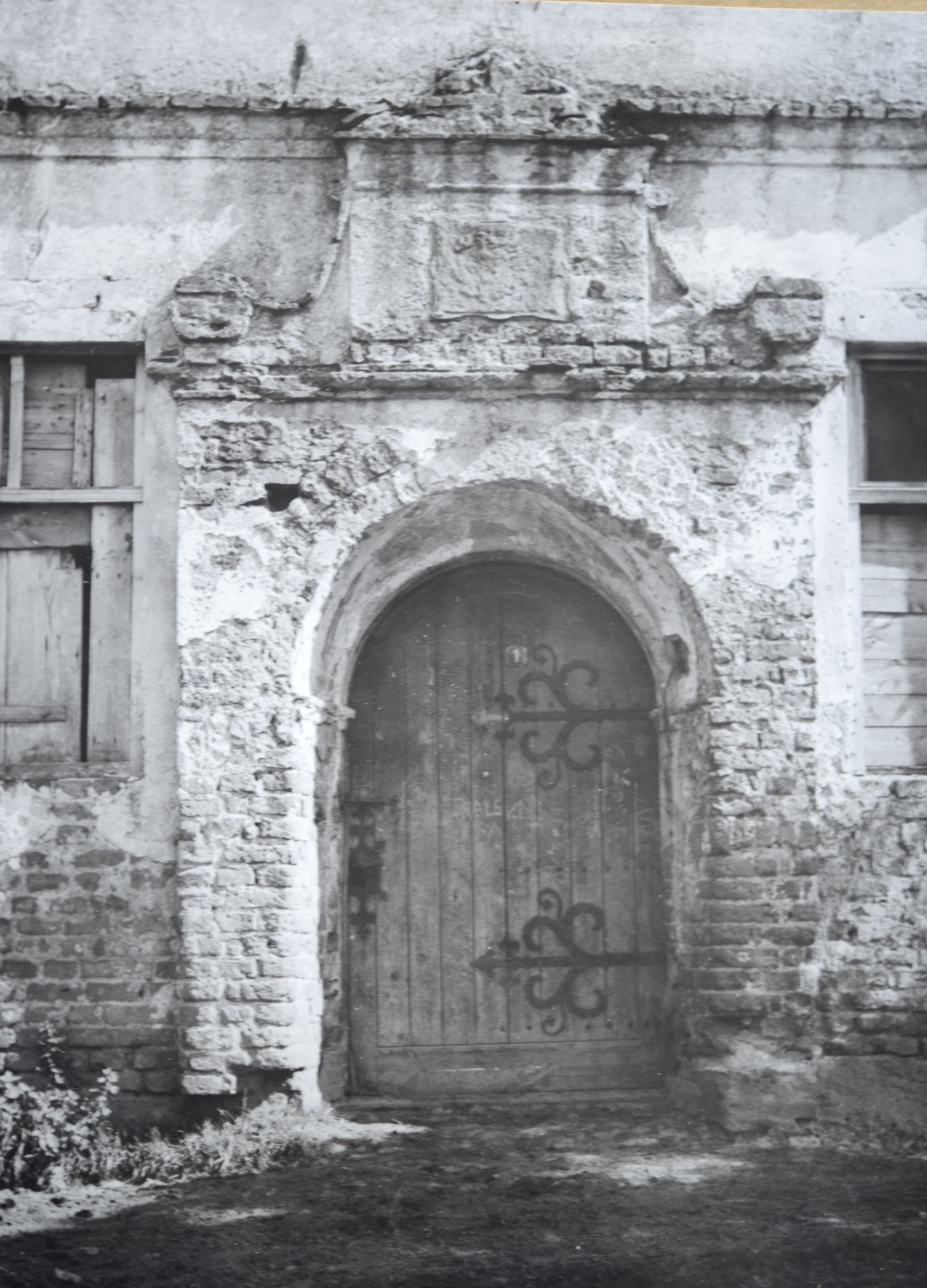